# Gaucelm Faidit
Gaucelm Faidit (sinh năm 1170 - mất năm 1202) là một nghệ sĩ hát rong. Ông được sinh ra ở xã Uzerche thuộc vùng Nouvelle-Aquitaine. Ông đã từng đi khắp nơi trong các nước như Pháp, Tây Ban Nha và Hungary.